# Dorcadion leopardinum
Dorcadion leopardinum är en skalbaggsart som beskrevs av Plavilstshikov 1937. Dorcadion leopardinum ingår i släktet Dorcadion och familjen långhorningar. Inga underarter finns listade i Catalogue of Life.